# Oxholmen, Pargas
Oxholmen är en ö i Finland. Den ligger i Skärgårdshavet och i kommunen Pargas i den ekonomiska regionen  Åboland i landskapet Egentliga Finland, i den sydvästra delen av landet. Ön ligger omkring 25 kilometer söder om Åbo och omkring 160 kilometer väster om Helsingfors.
Öns area är 4,5 hektar och dess största längd är 330 meter i nord-sydlig riktning.